# Lauvøyfjorden (Nordmøre)
 For alternative betydninger, se Lauvøyfjorden. (Se også artikler, som begynder med Lauvøyfjorden)
Lauvøyfjorden er en fjord der går langs kommunegrænsen mellem Eide og Averøy kommuner i Møre og Romsdal fylke i Norge. Den ligger på vestsiden af Averøya, og går ca. 4,5 kilometer mod syd, og fortsætter som Kornstadfjorden på sydvestsiden af øen.
Atlanterhavsvejen markerer indløbet til fjorden i nord. Dette vejstykke langs fylkesvej 64 er en kendt turistattraktion, med flere broer som krydser de mange holme og skære i fjorden, helt yderst i havgabet. 
Kårvåg ligger ved den østlige ende af Atlanterhavsvejen og i vest ligger Vevang. Ved Tevikholmen i syd går fjorden over i Kornstadfjorden som fortsætter mod sydøst.